# Береаса (Васлуј)
Береаса (рум. Bereasa) насеље је у Румунији у округу Васлуј у општини Данешти. Oпштина се налази на надморској висини од 249 m.

## Становништво
Према подацима из 2002. године у насељу је живело 269 становника, од којих су сви румунске националности.